# 舞毒蛾
舞毒蛾，是裳蛾科毒蛾屬下的一種蛾，其下有數個亞種，分佈於歐亞非及美洲等各大洲。國際自然保護聯盟物種存續委員會的入侵物種專家小組（ISSG）將牠列為世界百大外來入侵種。根據一份2011年的調查報告，舞毒蛾已成為目前美國東岸地區最具破壞性的昆蟲物種之一。牠和其他食葉性的外來害蟲物種，估計共造成美國境內每年約8億6千8百萬美元的經濟損失。

圖為1900至2007年之間舞毒蛾在美國東北地區的分佈演化；圖像根據美國森林保護局的數據製成

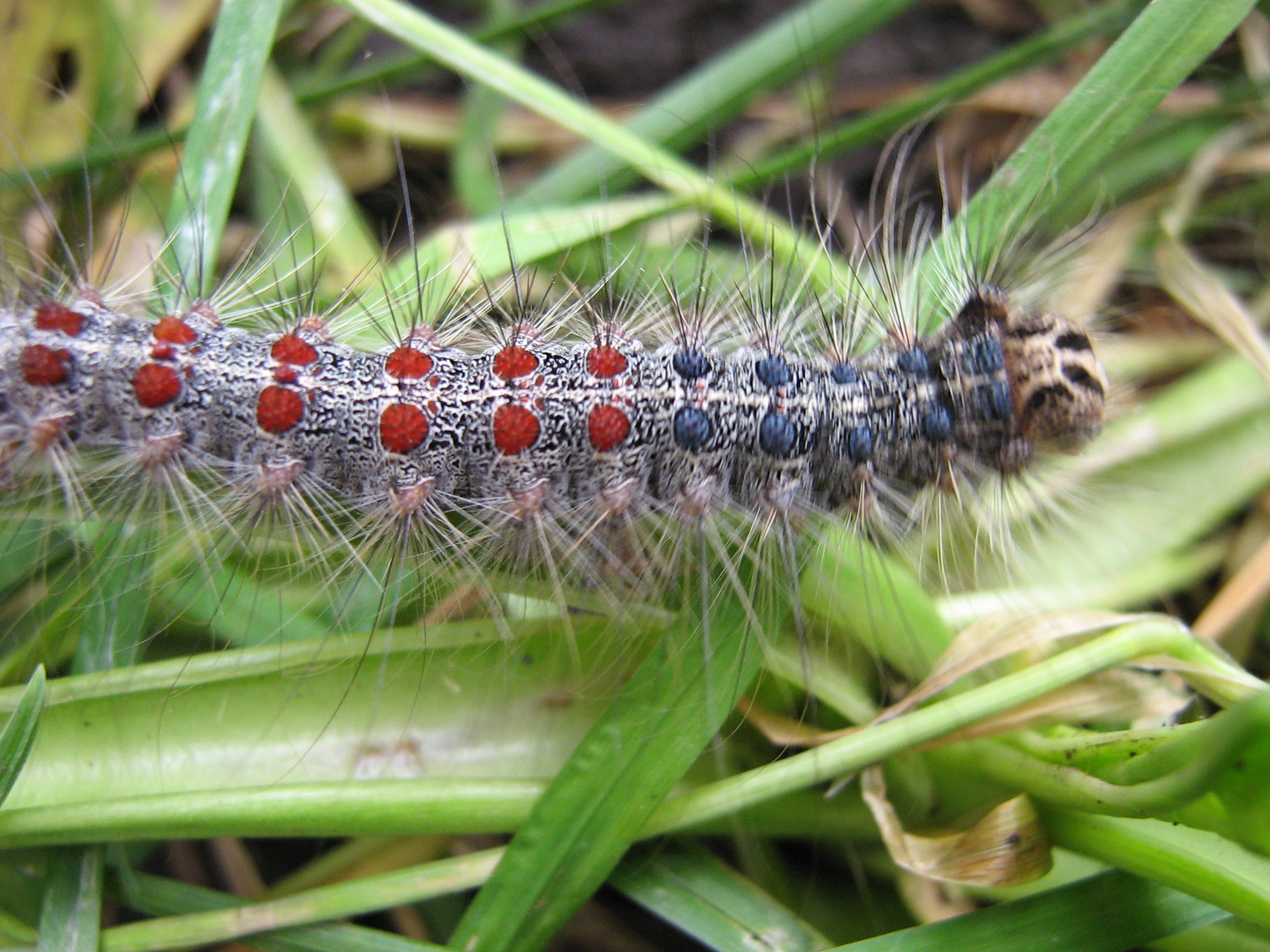
幼蟲外觀

## 亞種
| 常用名     | 學名 | 分佈                 | 特徵                 |
| ---------- | ---- | -------------------- | -------------------- |
| 北美舞毒蛾 |      | 北美洲東部:6         | 雌性有翼但甚少飛行:6 |
| 歐洲舞毒蛾 |      | 歐洲、西亞和北非:6   | 雌性有翼但甚少飛行:6 |
| 亞洲舞毒蛾 |      | 東亞、:6北美洲西北部 | 雌性會飛，有趨光性:6 |
| 日本舞毒蛾 |      | 日本各地:6           | 雄性個體大，色深褐:6 |

北美舞毒蛾和歐洲舞毒蛾實際上是相同物種，:6 後者在1869年引入美國、1912年引入加拿大。
這種蛾以闊葉樹和針葉樹的葉子為食。

## 語源學
的種加詞來自拉丁語，意味“分開”，用來指該種不同性別間的差異。:9
該種蛾的分類還不完全確定，例如美國農業部將亞洲舞毒蛾定義為“舞毒蛾的任意雌性有飛行能力的生物型”:5——雖然亞洲舞毒蛾並不是唯一的雌性可飛行的亞種。:6

## 原文注解
1. ↑  any biotype of Lymantria dispar possessing female flight capability

## 外部連結
- asiangypsymoth.org
- Asian Gypsy Moth - Gallery of Pests （页面存档备份，存于）
- Gypsy moth in Morocco
- About Entomophaga maimaiga
- Species Profile- European Gypsy Moth (Lymantria dispar) （页面存档备份，存于）, National Invasive Species Information Center, United States National Agricultural Library. Lists general information and resources for European Gypsy Moth.